# 262 هـ
262 هـ هي سنة في التقويم الهجري امتدت مقابلةً في التقويم الميلادي بين سنتي 875 و876.

## وفيات
- أبو عبد الله محمد بن عيسى المهاني